# Saint-Symphorien, Deux-Sèvres

Saint-Symphorien este o comună în departamentul Deux-Sèvres, Franța. În 2009 avea o populație de 1,790 de locuitori.